# Ирландский вопрос
Ирландский вопрос, Ирландская проблема (англ. Irish question) — выражение, активно использовавшееся представителями правящего класса Великобритании с начала XIX века до 1920-х годов для обозначения комплекса специфических политических, социально-экономических и религиозных проблем, связанных с национальной независимостью и единством Ирландии. Зачастую, под этим термином подразумевали конфликтный ирландский национализм и политические призывы к независимости Изумрудного острова, которой тот был лишён неоднократно в ходе своей истории. Ныне пережитком этой зависимости является  британская Северная Ирландия.

## История
Начиная с 1154 года, когда папа Адриан IV отдал страну королю Генриху II в надежде, что английскому монарху удастся реформировать ирландскую церковь, Ирландии приходилось долгие годы переносить жёсткое правление своего могущественного соседа. Сам Генрих высадился со своей армией в Ирландии в 1171, принял торжественное заверение местных баронов в верности британской короне и позднее присвоил своему сыну титул лорда Ирландии. Но вскоре начали прибывать английские колонисты, и со временем ирландцы были отстранены от рычагов политического и экономического влияния.
К языковым различиям добавились религиозные, когда после правления Генриха VIII ирландцы остались верны католической вере, а Англия вступила в Эпоху Реформации и приняла протестантизм (англиканство)
C 1801 года, согласно так называемому Акту об унии, парламентская автономия Ирландии была ликвидирована, но ирландцы не получили полного представительства в британском парламенте. К середине XIX века родилось движение за гомруль (самоуправление в рамках британской империи), но вовлечение лидера движения Чарлза Стюарта Парнелла в скандал, связанный с разводом, вызвал раскол в рядах партии гомрулеров. Первая мировая война, казалось, предоставила Ирландии возможность отделения от Британии.
Ирландское восстание 1916 года, известное как «Пасхальное восстание» провалилось, но национально-освободительное движение продолжалось. Партия Шинн Фейн развернула политическую борьбу совместно с Ирландской республиканской армией. В 1919 году была провозглашена Ирландская Республика и Имон де Валера избран её первым президентом. Однако лишь в 1921 году между Великобританией и Ирландией был подписан мирный договор, в соответствии с которым Ирландия получила статус доминиона. Для шести графств в основном протестантского Ольстера, решившего остаться в составе Соединённого Королевства, уния остаётся источником потрясений.